# Ясная Поляна (Пошехонский район)
Ясная Поляна — село в Пошехонском районе Ярославской области России. 
В рамках организации местного самоуправления входит в Пригородное сельское поселение, в рамках административно-территориального устройства является центром Октябрьского сельского округа.

## География
Расположено на реке Ветха, при её впадении в Согожу, расширенную в этом месте благодаря разлившемуся Рыбинскому водохранилищу. 
С северо-востока село примыкает к юго-западной границе города Пошехонье.

## История
Каменная церковь Покрова Пресвятой Богородицы с приделом Сретения Господня в селе Покровском, что на Клину, построена на средства прихожан в 1793 году. 
В конце XIX — начале XX века село входило в состав Пошехонской волости Пошехонского уезда Ярославской губернии.
С 1929 года село входило в состав Октябрьского сельсовета Пошехонского района, с 2005 года — в составе Пригородного сельского поселения.

## Население
| 1859 | 2002 | 2007 | 2010 |
| ---- | ---- | ---- | ---- |
| 21   | ↗288 | ↘253 | ↘239 |

Согласно результатам переписи 2002 года, в национальной структуре населения русские составляли 99 % от всех жителей.

## Инфраструктура
Фельдшерско-акушерский пункт (филиал Пошехонской центральной районной больницы).

## Общественный транспорт
Ясная Поляна обслуживается городским автобусным маршрутом № 1 Ясная Поляна — Высоково (через Пошехонье), пригородным маршрутом № 106 Пошехонье — Кардинское, междугородними маршрутами №№ 505 Рыбинск — Пошехонье, 5390 Рыбинск — Череповец, 6794 Иваново — Череповец.

## Улицы
Покровская, Солнечная.

## Достопримечательности
В селе расположена недействующая Церковь Покрова Пресвятой Богородицы (1793).